# Реакция Анри
Реакция Генри (Анри), нитроальдольная реакция (англ. Henry reaction, nitroaldol reaction) — реакция альдольного типа между альдегидом и нитрометаном.
Стадия нуклеофильного присоединения катализируется основаниями и, в случае наличия кислого протона в альфа-положении, может сопровождаться элиминированием воды. Основными продуктами реакции Анри являются бета-гидроксинитросоединения, побочными — нитроалкены (особенно в случае использования ароматических альдегидов).

## Особенности
Особенности реакции Анри:
- Все стадии обратимы;
- Можно использовать любое основание достаточной силы: гидроксиды щелочных металлов, карбонаты, источники фторид-иона, основания на полимерной подложке и т. п.;
- Растворитель обычно не играет большой роли;
- Бета-гидроксинитросоединение обычно образуется в виде смеси двух диастереомеров; варьируя условия реакции, можно добиться хорошей диастереоселективности.

## Стереоселективность
Так как в реакции Анри образуется до двух новых стереоцентров, теоретически возможно образование до 4 стереоизомерных продуктов. Обычно образуется смесь диастереомеров, хотя применение хиральных лигандов позволяет увеличить выход одного (или нескольких) из них. Например, каталитическая система, состоящая из соли трифлата цинка, основания диизопропилэтиламина (DIPEA) и хирального лиганда (+)-N-метилэфедрина (NME), позволяет получить продукт энантиоселективной конденсации бензальдегида и нитрометана.
Более сложный пример диастереоселективной реакции Анри показан ниже.